# 吉田サトシ
吉田 サトシ（よしだ さとし）、1980年3月25日 - ）は、ギタリスト。東京都出身、北海道育ち。

## 人物
兄の影響により13歳でギターを始める。高校ではロックバンドを組み、ライブ活動をこなしていた。
高校卒業後、帰京しJazz Schoolに入学。矢堀孝一、布川俊樹の師事を受け、本格的にジャズギターのテクニックを学ぶ。

## 来歴
- 2001年、Gibson Jazz Guitar Contestで最優秀賞を受賞。
- 2002年、ピアニストの世良譲との演奏をきっかけにプロデビュー。
- 2003年、鈴木勳が率いるOMASoundsに加入。
- 2004年、日野賢二の推薦によりAI MACHIGAINAI Tourに参加。
- 2006年、TOKU[2]のバンドに加入。古内東子のBluenote Tourに参加。
- 2015年 - 、MISIAの星空ライブツアーに参加。
- 2018年、黒田卓也が率いるaTAkに所属。
- 2021年、電気グルーヴ・MISIA・Little Black  Dressらとフジロックフェスティバルに出演。

## サポートとして参加したアーティスト
- 電気グルーヴ、MISIA、KEIKO LEE、杏里、高岡早紀、Awich,、大西順子sextitplus 、RIRI、AIなど、

## MISIAとの関係
MISIAとの関係は2015年の星空ライブツアー以降続いており、2018年2月13日にNHK-FM『MISIAの星空ラジオ』にゲスト出演している。

## アルバム
- Meant to Be（2011年）
- Memento（2014年）
- AFRICAN TECHNOPOLICE[4]（2020年）